# مالینوفکا (شهرستان آلیسکی، سرزمین آلتای)
مالینوفکا (به لاتین: Malinovka) یک منطقهٔ مسکونی در روسیه است که در سرزمین آلتای واقع شده‌است.